# Championnat de Malte de football 1919-1920
Navigation
Saison précédente Saison suivante
La saison 1919-1920 de First Division Maltaise était la neuvième édition de la première division maltaise.
Lors de cette saison, le King's Own Malta Regiment ayant été exclu de la compétition, les six meilleurs clubs maltais se sont affrontés pour le titre lors d'une série de matchs se déroulant sur toute l'année.
Les six clubs participants au championnat ont été confrontés une fois aux cinq autres.
C'est le Sliema Wanderers FC qui a été sacré champion de Malte pour la première fois de son histoire.

## Les six clubs participants
| Club                | Stade            | Capacité | Ville      |
| ------------------- | ---------------- | -------- | ---------- |
| Cottonera United    | -                | -        | Vittoriosa |
| Hamrun Lions        | Victor Tedesco   | 6 000    | Hamrun     |
| Paola United        | -                | -        | Paola      |
| Marsa United        | -                | -        | Marsa      |
| Sliema Wanderers FC | Guze Fava Ground | 4 000    | Sliema     |
| Valletta United     | -                | -        | La Valette |

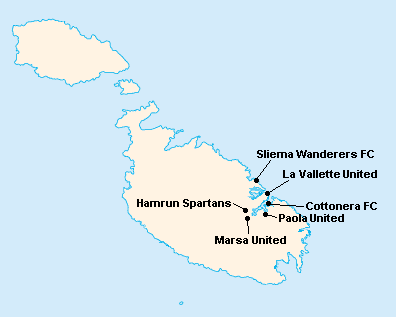
Localisation des clubs engagés dans le championnat.

L'île de Malte étant relativement petite, les clubs évoluent tous au stade National Ta'Qali (17 400 places). Certains cependant ont leur propre enceinte qu'ils peuvent éventuellement utiliser.

## Compétition

### Classement
| Rang | Équipe               | Pts | J | G | N | P | Bp | Bc | Diff |
| ---- | -------------------- | --- | - | - | - | - | -- | -- | ---- |
| 1    | Sliema Wanderers FC  | 8   | 5 | 3 | 2 | 0 | 10 | 2  | +8   |
| 2    | Hamrun Lions         | 7   | 5 | 3 | 1 | 1 | 10 | 5  | +5   |
| 3    | Valletta United (P)  | 6   | 5 | 2 | 2 | 1 | 9  | 3  | +6   |
| 4    | Cottonera United (P) | 5   | 5 | 1 | 3 | 1 | 5  | 8  | -3   |
| 5    | Marsa United (P)     | 3   | 5 | 1 | 1 | 3 | 4  | 5  | -1   |
| 6    | Paola United (P)     | 1   | 5 | 0 | 1 | 4 | 4  | 19 | -15  |

| Légende : Qualifications et relégations | Légende : Qualifications et relégations |
| --------------------------------------- | --------------------------------------- |
|                                         | Relégation en Second Division Maltaise  |
|                                         | (P) : Promu en 1918-1919                |

## Bilan de la saison
| Tableau d'Honneur       |                     |
| Compétition             | Vainqueur           |
| First Division Maltaise | Sliema Wanderers FC |

| Promotions et relégations            |                                                                    |
| Relégués en Second Division Maltaise | Sliema Wanderers FC Cottonera United                               |
| Promus de Second Division Maltaise   | Sliema Rangers Floriana FC Qormi United Msida Rangers Malta Police |